# Comber Abbey
Comber Abbey (Cumber; Comerium; irisch Mainistir an Chomair) ist eine ehemalige Zisterzienserabtei in Nordirland im Vereinigten Königreich. Sie lag in der Grafschaft Down in der Stadt Comber ca. 15 km ostsüdöstlich von Belfast an der Stelle der ab 1840 erbauten heutigen Kirche der Church of Ireland.

## Geschichte
Das Kloster wurde 1200 wahrscheinlich von Brian Catha Dúin als Tochterkloster von Whitland Abbey in Wales gegründet und gehörte damit der Filiation der Primarabtei Clairvaux an. 1543 wurde das Kloster aufgelöst. Der letzte Abt war John O’Mullegan. 1573 wurde das Kloster niedergebrannt.

## Bauten und Anlage
Vom Kloster sind keine Reste erhalten. Archäologische Untersuchungen werden wegen des Kirchenneubaus 1840 als wenig erfolgversprechend angesehen.